# UCI Oceania Tour 2016
L'UCI Oceania Tour 2016 è stata la dodicesima edizione dell'UCI Oceania Tour, uno dei cinque circuiti continentali di ciclismo dell'Unione Ciclistica Internazionale. Era composto da sette corse che si sono svolte tra gennaio e marzo 2016 in Australia e Nuova Zelanda. Il vincitore della classifica individuale fu l'australiano Sean Lake, migliore squadra fu l'australiana Avanti IsoWhey Sports, mentre la migliore nazione classificata fu sempre l'Australia.

## Calendario

### Gennaio
| Data  | Prova                                    | Cat. | Vincitore      | Squadra               |
| ----- | ---------------------------------------- | ---- | -------------- | --------------------- |
| 20-24 | New Zealand Cycle Classic                | 2.2  | Ben O'Connor   | Avanti IsoWhey Sports |
| 31    | Cadel Evans Great Ocean Road Race (2016) | 1.HC | Peter Kennaugh | Team Sky              |

### Febbraio
| Data | Prova           | Cat. | Vincitore    | Squadra         |
| ---- | --------------- | ---- | ------------ | --------------- |
| 3-7  | Herald Sun Tour | 2.1  | Chris Froome | Team Sky        |
| 20   | REV Classic     | 1.2  | Dion Smith   | ONE Pro Cycling |

### Marzo
| Data | Prova                                      | Cat. | Vincitore        | Squadra              |
| ---- | ------------------------------------------ | ---- | ---------------- | -------------------- |
| 3    | Campionati oceaniani - Cronometro Elite    | CC   | Sean Lake        | Avanti IsoWhey Sport |
| 3    | Campionati oceaniani - Cronometro Under-23 | CC   | Alexander Morgan | Australia            |
| 3    | Campionati oceaniani - Cronometro Juniors  | CC   | Harry Sweeny     | State of Matter-MAAP |
| 4    | Campionati oceaniani - In linea Juniors    | CC   | James Fouche     | Nuova Zelanda        |
| 5    | Campionati oceaniani - In linea Elite      | CC   | Sean Lake        | Avanti IsoWhey Sport |

## Classifiche
A partire dall'edizione 2016 vengono inclusi nella classifica anche le formazioni dell'UCI World Tour e i ciclisti che ne fanno parte.
Classifiche finali
| Pos. | Corridore         | Punti |
| ---- | ----------------- | ----- |
| 1    | Sean Lake         | 340   |
| 2    | Peter Kennaugh    | 311   |
| 3    | Mark O'Brien      | 213   |
| 4    | Brendan Canty     | 200   |
| 5    | Dion Smith        | 155   |
| 6    | Leigh Howard      | 150   |
| 7    | Michael Storer    | 148   |
| 8    | Chris Froome      | 144   |
| 9    | Jack Bobridge     | 131   |
| 10   | Niccolò Bonifazio | 130   |

| Pos. | Squadra                               | Punti |
| ---- | ------------------------------------- | ----- |
| 1    | Avanti IsoWhey Sports                 | 895   |
| 2    | Drapac Professional Cycling           | 407   |
| 3    | ONE Pro Cycling                       | 278   |
| 4    | Kenyan Riders Downunder               | 149   |
| 5    | JLT Condor                            | 81    |
| 6    | Data3 Cisco Racing-Scody              | 80    |
| 7    | UnitedHealthcare Professional Cycling | 72    |
| 8    | Klein Constantia                      | 40    |
| 9    | Madison Genesis                       | 25    |
| 10   | State of Matter Maap                  | 17    |

| Pos. | Nazione       | Punti    |
| ---- | ------------- | -------- |
| 1    | Australia     | 3 006,25 |
| 2    | Nuova Zelanda | 1 299,50 |